# Brahman
Brahman (devanāgarī ब्रह्मन्, lett. "sviluppo") è un termine sanscrito all'origine di molteplici significati nelle religioni vedica, brahmanica e induista.

## Differenti significati del termine Brahman
Il termine sanscrito Brahman possiede differenti significati:
- nella sua accezione di nome "maschile", brahmān indica nei Veda un officiante del sacrificio vedico in grado di pronunciare i mantra relativi alla conoscenza ispirata;
- nella sua accezione di nome "neutro", brāhman indica nei commentari degli inni vedici denominati Brāhmaṇa il potere che ispira i cantori ṛṣi deputati alla trasmissione orale del sapere cosmico, ovvero "l'effusione del cuore nell'adorazione degli Dei"[1] o la stessa invocazione (parola sacra opposta a vāc, parola umana);
- nella forma derivata brāhmaṇa indica sempre come nome "neutro":
  - la prima delle quattro caste (varṇa): vedi brahmano;
  - dei testi vedici scritti in prosa e commentari dei Veda: vedi Brāhmaṇa;
- nella successiva riflessione teologica e filosofica propria delle Upaniṣad vediche con il termine Brahman (nella forma "neutra") si indica l'unità cosmica da cui tutto procede: questo il significato più diffuso del termine;
- nel successivo Induismo con Brahman si indica anche Brahmā, il deva creatore.

Da notare che nelle quattro raccolte degli "inni" dei Veda l'"origine primordiale" viene indicata con il termine Tat (Quello) e non ancora con il termine Brahman:
(Ṛgveda, X,129,2)
Nei Veda il termine brahman richiama esclusivamente l'attività sacerdotale e quindi la sua forma "maschile", ad esempio nel Ṛgveda (X, 141,3) Brahman è il nome di Bṛhaspati in qualità di sacerdote degli Dei.
(Ṛgveda, X,141,3)

## Origine del termine
Numerosi studiosi si sono occupati di ricostruire l'origine del termine brahman:
- Jan Gonda[3] fa riferimento, come d'altronde la cultura tradizionale indiana, alla radice di bṛh (forza);
- George Dumézil[4] lo ha collegato al termine latino flamen;
- Paul Thieme[5] rifiutando l'ipotesi di Gonda collega questo termine al greco morphē, quindi nella sua accezione di "forma", "formula";
- Louis Renou[6] ritiene invece che il termine derivi dalla radice brah col significato di "esprimersi enigmaticamente";
- Jean C. Heesterman[7] riassume queste posizioni e ritiene che l'origine del termine Brahman vada ricercato nei suoi collegamenti con l'espressioni delle formule sacre anche se la poliedricità della radice brah rende di fatto impossibile chiarirne l'origine.

## Brahman e Brahmodya nella prima cultura vedica e nei Brāhmaṇa
Secondo Jean C. Heesterman il tema del Brahman è collegato, nelle quattro raccolte degli inni dei Veda alla contesa verbale, ovvero al rito del Brahmodya propria della cultura vedica con particolare riferimento al sacrificio del cavallo (aśvamedha). In questo contesto, prima del sacrificio i due officianti si sfidavano con domande enigmatiche, colui che riusciva a risolverle affermava di sé stesso:
Heesterman ricorda come queste contese non erano affatto pacifiche, il concorrente che insisteva a sfidare il vincitore con ulteriori enigmi avrebbe pagato con la sua testa i suoi affronti.
Quindi il termine Brahman originerebbe da una figura sacerdotale dell'India vedica vincitore nelle gare sacrificali poetico-enigmatiche. Con l'ingresso della letteratura in prosa dei Brāhmaṇa si osserva, a partire dal X secolo a.C., un radicale cambiamento: al rituale agonistico si sostituisce il rituale rigidamente codificato e pacifico.
(Jean C. Heesterman, Op.cit., p. 57)
Nel contesto dei Brāhmaṇa il Brahman da espressione dell'"enigma cosmico" oggetto di competizione sacerdotale, diviene la stessa formula sacrificale oggettiva e trascendente che si concretizza nel rituale.
Come evidenzia David M. Knipe la divinità che incarna e centralizza questo processo nei Brāhmaṇa è Prajāpati che lega l'antico Puruṣa vedico, ovvero colui che istituisce il sacrificio, l'impersonale Brahman (potere della formula sacra) e infine il dio personale Brahmā.
Così il Ṛgveda (X,90,7-8):
(Ṛgveda (X,90,7-8))
Così, ad esempio, il Samāvidhāna Brāhmaṇa (I,1,3)
(Samāvidhāna Brāhmaṇa (I,1,3))
Sylvain Lévi osserva:
(Sylvain Lévi)

## Il Brahman nelle Upaniṣad
Nato come sostantivo maschile negli inni dei Veda per indicare sia le figure sacerdotali che durante il sacrificio competitivo esprimono dei mantra enigmatici sul cosmo che lasciano non espressa la risposta sia le stesse espressioni enigmatiche, nei Brāhmaṇa, il brahman (sostantivo neutro) diviene il mantra rituale codificato, e il suo potere, che deve essere semplicemente appreso e conservato a memoria dal brahmano e recitato durante i riti.
Con le Upaniṣad si passa ad indagare la natura di questo Brahman che diviene l'origine di ogni cosa, l'Assoluto: 
(Muṇḍaka Upaniṣad, I,1,6-7)
E che si identifica con il principio individuale, l'ātman:
(Chāndogya Upaniṣad VI, 8, 6-7)
Esso è illimitato e inconcepibile:
(Maitrāyaṇīa Upaniṣad VI,17)
Esso è l'Oṃ:
(Māṇḍūkya Upaniṣad, 1-2)

## La forma personale del Brahman
Con il progressivo sviluppo di approfondimenti teologici il Brahman impersonale indifferenziato (nirdvaṃdva) divenne oggetto di un processo di personalizzazione in divinità specifiche, principalmente nella figura dei deva Visnù e Śiva, e prese il nome di Brahman Saguṇa.

## Un paragone con altre religioni
Alexandre Saint-Yves d'Alveydre propone questa interessante assonanza del nome con quello di Abramo affermando che "Abraham è, come Brahmâ, il Patriarca dei Limbi e del Nirvana... I Brahmi dicono "estinguersi in Brahmâ", così come gli Ebrei dicono "addormentarsi nel seno di Abramo", vale a dire ritornare nei Limbi."